# Attakattius spinifrons
Attakattius spinifrons is een hooiwagen uit de familie Trionyxellidae. De wetenschappelijke naam van Attakattius spinifrons gaat terug op Roewer.